# Сабаево (Мордовия)
Сабаево (эрз. Сурвеле) — эрзянское село в Кочкуровском районе Республики Мордовия (Россия). Административный центр Сабаевского сельского поселения.
Расположено на реке Синяш в 23 км к востоку от села Кочкурово и в 40 км к юго-востоку от Саранска.
В селе имеются средняя школа, библиотека, Дом культуры, несколько магазинов, отделение связи; на территории сельской администрации — лесничество, молочный комплекс, турбаза «Сура», детские оздоровительные лагеря. Ближайшая железнодорожная станция Качелай находится в 7 км к юго-западу от села.

## История
Возникло на рубеже XIII—XIV вв. как деревня Сурвеле (буквально «Присурская деревня»). В начале XVIII в. при делении земель по реке Суре и Нерлейке досталась кочкуровскому мордвину Аркашке Сабаеву и получила название Сабаево. В «Списке населённых мест Симбирской губернии» (1863) Сабаево — деревня удельная из 219 дворов (2 012 чел.) Карсунского уезда. В конце XIX века там были построены деревянная Крестовоздвиженская церковь (не сохранилась) и школа. Ежегодно 9 мая проводилась ярмарка, каждую пятницу — базар. В 1913 году в селе было 627 дворов (4 575 чел.), в 1930 г. — 743 (4 111 чел.). Был создан колхоз им. Ленина, с 1996 г. — СПК «Сурвеле».
Близ Сабаево расположено поселение бронзового века и могильник эрзян XVII—XVIII вв.

## Население
| 2002 | 2010  |
| ---- | ----- |
| 1249 | ↘1028 |

## Известные люди, связанные с селом
В селе родились хозяйственный руководитель и советский работник П. С. Ласкуткин, лауреат Государственной премии РМ архитектор Ф. П. Кильдюшкин, учёные О. С. Разумов, И. Г. Учайкин, педагог Н. И. Пронькин. В местной школе более 50 лет проработала А. П. Лавровская.